# Verbena subpetiolata
Verbena subpetiolata là một loài thực vật có hoa trong họ Cỏ roi ngựa. Loài này được N.O'Leary mô tả khoa học đầu tiên năm 2007.